# Laufey
Laufey (”löv-ön”, kenning för träd) eller Nal (”nål”) var i nordisk mytologi maka till åskjätten Farbaute och moder till Loke. Snorre Sturlasson räknar upp henne på en lista bland asynojrna. 
"Nal" i finska sagor är kenning för Polstjärnan.
Namnet på den lilla norska ön Lauer i Östfold är kopplat till Laufey.